# Мазуров, Вадим Иванович
Вади́м Ива́нович Ма́зуров (род. 18 февраля 1945) — советский и российский клиницист, терапевт, ревматолог. Заслуженный деятель науки РФ (1994), доктор медицинских наук (1984), профессор (1989), академик РАМН (2011) и РАН (2013), главный научный консультант, заведующий кафедрой терапии, ревматологии, экспертизы временной нетрудоспособности и качества медицинской помощи им. Э. Э. Эйхвальда, директор НИИ ревматологии СЗГМУ им. И. И. Мечникова, первый вице-Президент Ассоциации ревматологов России, главный ревматолог Санкт-Петербурга и Северо-Западного федерального округа, почётный доктор ВМедА им. С. М. Кирова (2015 г.) почётный доктор СЗГМУ им. И. И. Мечникова (2016 г.), почётный доктор Петрозаводского государственного университета (2020 г.), почётный профессор Казахского Национального Медицинского Университета имени С. Д. Асфендиярова (2021 г.), член совета старейшин РНМОТ (2020 г.), член президиума Российского научного медицинского общества терапевтов, член правления Санкт-Петербургского общества терапевтов им. С. П. Боткина.
За выдающиеся достижения в области здравоохранения и охране здоровья граждан В. И. Мазуров награждён орденом «Почёта», медалью ордена «За заслуги перед Отечеством» II степени, золотой медалью имени С. П. Боткина, медалью В. А. Шервинского, медалью имени академика Г. Ф. Ланга, почётным знаком имени академика В. И. Иоффе, является лауреатом Премии Правительства Санкт-Петербурга им. И. П. Павлова в области физиологии и медицины.

## Биография
В 1969 году окончил Военно-медицинскую академию.
С 1995 по 2009 гг.  и с 2017г. по настоящее время — главный ревматолог Санкт-Петербурга и СЗФО, с 2009 по 2017 гг. — главный терапевт-пульмонолог Комитета по здравоохранению Санкт-Петербурга, главный терапевт-пульмонолог СЗФО.
С 1995 года по настоящее время заведует кафедрой терапии, ревматологии, экспертизы временной нетрудоспособности и качества медицинской помощи им. Э.Э.Эйхвальда СЗГМУ им. И. И. Мечникова.
С 1995 г. по 2000 г. -  проректор по научной работе СПбМАПО.
В 2004 г. он был инициатором и организатором создания ревматологического центра на базе Северо-Западного окружного медицинского центра, а в 2005 г. под его руководством открыт центр терапии генно-инженерными биологическими препаратами на базе СПбМАПО (ныне СЗГМУ им. И. И. Мечникова и Клиническая ревматологическая больница № 25). На протяжении многих лет занимается вопросами организации оказания специализированной медицинской помощи терапевтическим больным в Санкт-Петербурге.
С 2000 г. по 2015 г. – проректор  по клинической работе СПбМАПО и СЗГМУ им. И. И. Мечникова.
С 2012 года он возглавляет проблемную комиссию «Внутренние болезни, другие терапевтические заболевания, восстановительная медицина» СЗГМУ им. И.И. Мечникова.
С 2015 г и 2018 г. -  президент СЗГМУ им. И. И. Мечникова.
С 2018 г. и по настоящее время  - главный научный консультант СЗГМУ им. И. И. Мечникова.
С 2019 г. и по настоящее время является организатором и директором НИИ ревматологии СЗГМУ им. И. И. Мечникова.
Основными направлениями в работе НИИ ревматологии явились определение и разработка приоритетных научных направлений в области ревматологии, а также исследование роли  коморбидности на течение и принципы лечения ревматических заболеваний,а также координация научных исследований в области ревматологии в Университете и  субъектах СЗФО.
Осуществляется организация  совместных научных исследований в области клинической ревматологии с НИИ ревматологии РАН им. академика В.А. Насоновой,  ПСПбГМУ им. И.П. Павлова, СПб ГБУЗ «Клиническая ревматологическая больница № 25», Российской ассоциацией по диагностике и лечению остеопороза. Разрабатываются совместные международные научные программы по совершенствованию диагностики и лечения ревматических заболеваний с ведущими ревматологическими центрами Европы и Азии.
Под руководством В.И. Мазурова созданы регистры больных социально-значимыми ревматическими заболеваниями: подагрический артрит\гиперурикемия, спондилоартриты, генно-инженерная биологическая и таргетная терапия ревматических заболеваний,  COVID-19 и ревматические заболевания.
В.И. Мазуров является членом диссертационных советов СЗГМУ им. И.И. Мечникова, НИИ Ревматологии им. В.А. Насоновой и Военно-медицинской академии им. С.М. Кирова.
Главный редактор журнала «Вестник СЗГМУ им. И.И. Мечникова», член редакционных советов ряда журналов «Медицинский академический журнал», «Научно-практическая ревматология», «Клиническая иммунология», «Скорая медицинская помощь», «Доктор.Ру» и др.
В. И. Мазуров является признанным научным авторитетом, внёсшим крупный вклад в развитие науки и подготовку научно-педагогических кадров. Им создана известная в России и за рубежом научная школа, подготовлено 17 докторов и 53 кандидата медицинских наук, автор более 850 научных публикаций, 26 монографий, 8 руководств, 4 учебников.
Им сформулирована оригинальная концепция общих нарушений цитокиновой регуляции при системных аутоиммунных (ревматоидный артрит, системная красная волчанка, анкилозирующий спондилоартрит) и лимфопролиферативных заболеваниях. Были уточнены патогенетические механизмы ревматоидного артрита, включающие увеличение субпопуляций Т-лимфоцитов, экспрессирующих маркеры CD25 и CD-DR, а также активацию гуморального звена иммунной системы. При этом были установлены корреляционные взаимосвязи между уровнями аутоантител и клинической активностью заболевания, а также резистентностью к проводимой комплексной терапии. Определена роль методов визуализации суставов (МРТ и УЗИ-исследование), артроскопии с биопсией и гистологическим исследованием синовиальной оболочки и хряща для оценки прогрессирования остеодеструкции.
Выявлены существенные закономерности в характере динамики цитокинов в остром периоде инфаркта миокарда — снижение содержания в плазме крови ИЛ-6, фактора некроза опухоли-альфа, ИЛ-2. Содержание ИЛ-8, ИЛ-10, ГМ-КСФ, ИЛ-4, ИНФ-гамма после принесённого ОКС увеличивается, что свидетельствует о различных механизмах активации и регуляции элементов цитокинового каскада в первые две недели течения острого коронарного синдрома. Активация Тh-1 цитокинов обусловлена ишемическим стрессом и некрозом миокарда, активация хемокинового звена, ГМ-КСФ и Тh-2 цитокинов обусловлена их участием в процессах регенерации, ремоделирования миокарда и неоангиогенеза. Выявлена достоверная корреляционная связь динамики содержания ИЛ-6 и клинического течения ОКС. У больных с увеличением концентрации ИЛ-6 в течение первых двух недель от развития ОКС достоверно чаще отмечается осложнённое течение ИБС в виде развития ранней постинфарктной стенокардии, повторных инфарктов миокарда, повторной госпитализации в связи с ОКС, застойной сердечной недостаточности и летального исхода, что свидетельствует о важной роли ИЛ-6 в патогенезе острого коронарного синдрома.
Установлено что, назначение статинов с первых суток госпитализации приводит к более благоприятному клиническому течению ИБС, что выражается в достоверно более низкой частоте развития ранней постинфарктной стенокардии, повторных госпитализаций в связи с ОКС и новых случаев развития застойной сердечной недостаточности. Ранняя терапия статинами приводит к более быстрому снижению содержания в плазме крови провоспалительных цитокинов и С-реактивного белка по сравнению со стандартной терапией ОКС.
Разработаны и обоснованы принципы интенсификации лечения системных аутоиммунных заболеваний с помощью сочетанного применения базисных и генно-инженерных биологических препаратов, а также курсов полихимиотерапии цитостатическими и глюкокортикоидными препаратами, позволяющие получить стойкий и продолжительный лечебный эффект. Результаты данных исследований позволили включить разработанные методы лечения в стандарты ведения больных ревматическими заболеваниями. Представлены данные, свидетельствующие о значимом снижении уровней ФНО-α и ИЛ-8, ИЛ-6, а также ИЛ-4, ИЛ-10, VEGF, EGF, MCP-1 у больных ревматического профиля после проведения пульс-терапии, терапии генно-инженерными биологическими препаратами. Созданы регистры применения таргетных (ингибиторы ФНО, блокаторы ИЛ-6, ИЛ-23, анти-В-клеточные агенты, ингибиторы янускиназ и др.) препаратов в ревматологии. В 2017 году в регистре состоит 1154 пациента с системными аутоиммунными заболеваниями. Разработана профилактика оппортунистических инфекций, особенно туберкулёза, на фоне применения генно-инженерных биологических препаратов.
Исследованы морфофункциональные нарушения при поражении почек, лёгких, печени, желудочно-кишечного тракта у ревматологических больных (люпус-нефриты, подагрическая нефропатия, аутоиммунные гепатиты, лёгочные васкулиты, НПВП-гастропатии и др.), а также изучены этиопатогенетические механизмы и разработаны принципы лечения инфекционного эндокардита у наркозависимых и ВИЧ-инфицированных лиц.
Исследованы механизмы нарушения гемостаза у пациентов с системными аутоиммунными заболеваниями на фоне беременности.
Наряду с этим, под руководством Мазурова В. И. в течение ряда лет разрабатывались подходы к трансплантации костного мозга при системных заболеваниях крови и соединительной ткани. Впервые в вооружённых силах РФ им были проведены трансплантации аутологичного костного мозга больным гемобластозами. Продолжением этих работ явилось использование стволовых клеток в лечении некоторых системных аутоиммунных заболеваний.
Наиболее крупными научными трудами В. И. Мазурова являются: Клиническая ревматология: руководство для практических врачей (2001, 2005); Эритремия и вторичные эритроцитозы (2001); Поражение лёгких при диффузных болезнях соединительной ткани (2002); Системная энзимотерапия. Опыт и перспективы (2004); Острая ревматическая лихорадка (2005); Лечение и профилактика болезней суставов (2006); Гематология: руководство для врачей (2008); Болезни суставов (2008); Подагра (2009); Диффузные болезни соединительной ткани: руководство для врачей (2011); Реактивные артриты, ассоциированные с хламидией (2012), Ревматология. Фармакотерапия без ошибок (2017), Внутренняя медицина, основанная на доказательствах. Польский институт доказательной медицины (2018),  Общая врачебная практика. Национальное руководство: в 2 томах (2020), Клиническая ревматология. 3-е издание, переработанное и дополненное. Руководство для врачей (2021)
В. И. Мазуров — инициатор проведения в Санкт-Петербурге ежегодных конференций ревматологов Северо-Запада, а также является председателем и сопредседателем оргкомитетов целого ряда крупных терапевтических и ревматологических конгрессов.